# Splooting

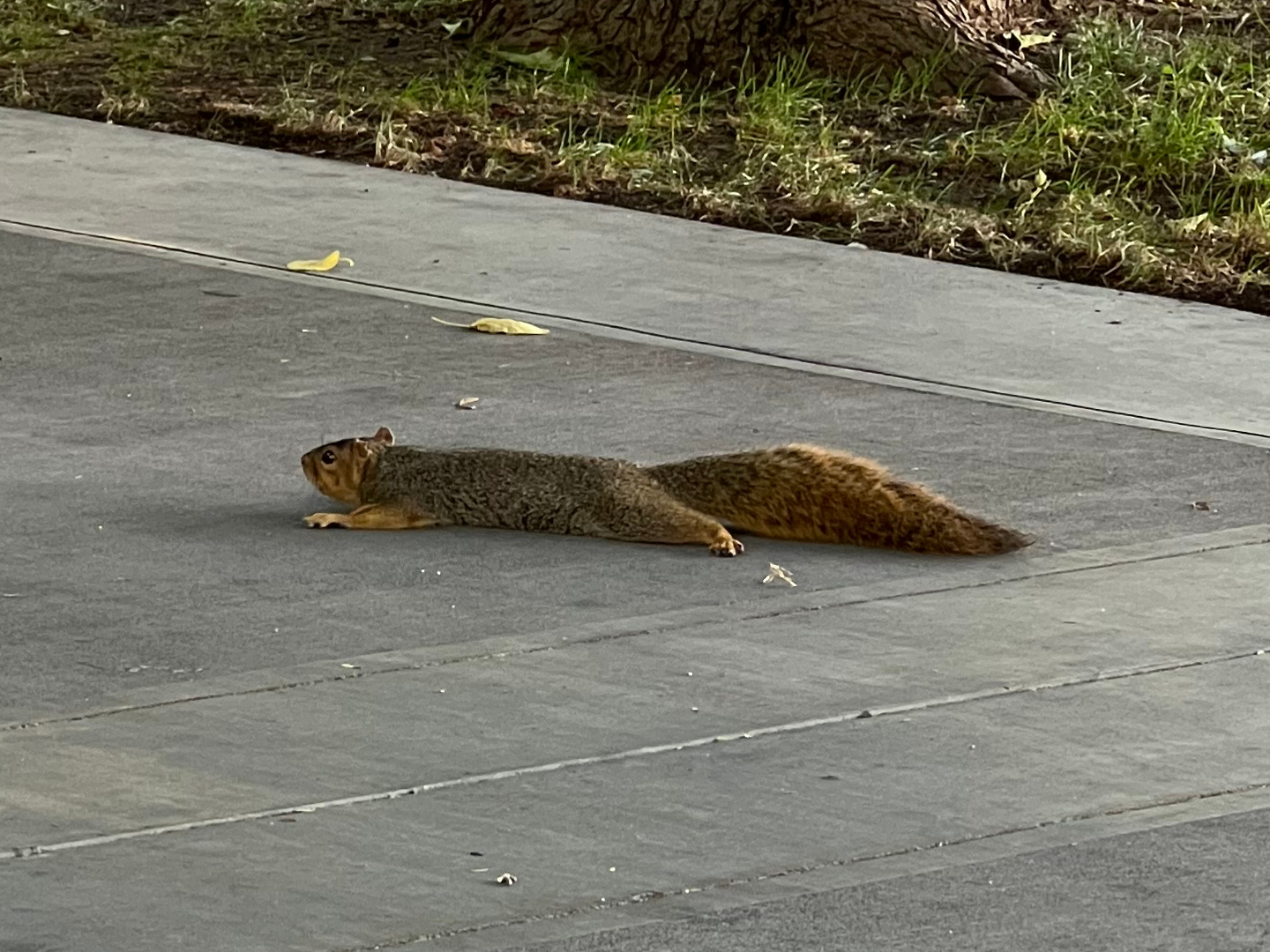
Ein Grauhörnchen beim Splooting

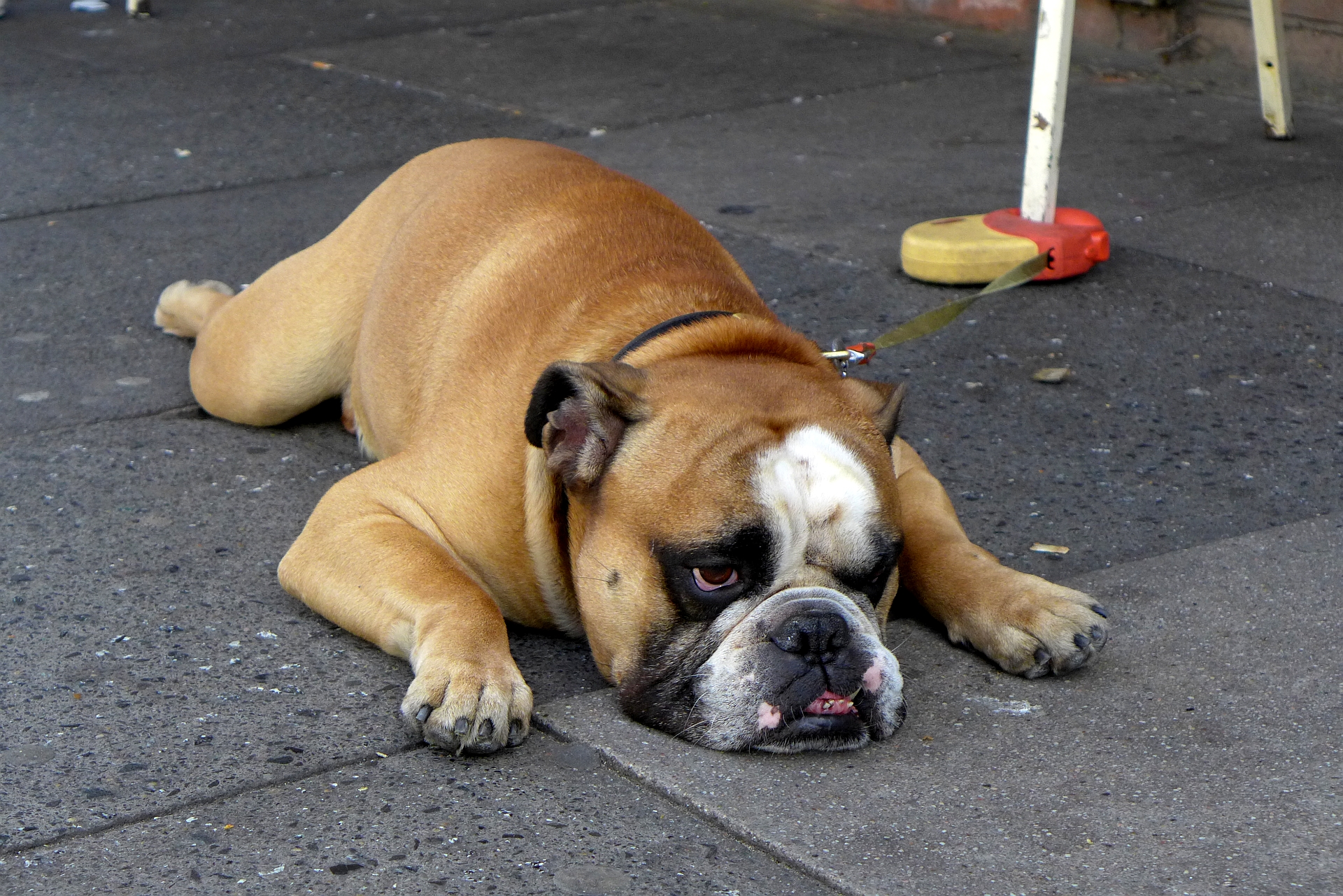
Eine Englische Bulldogge beim Splooting

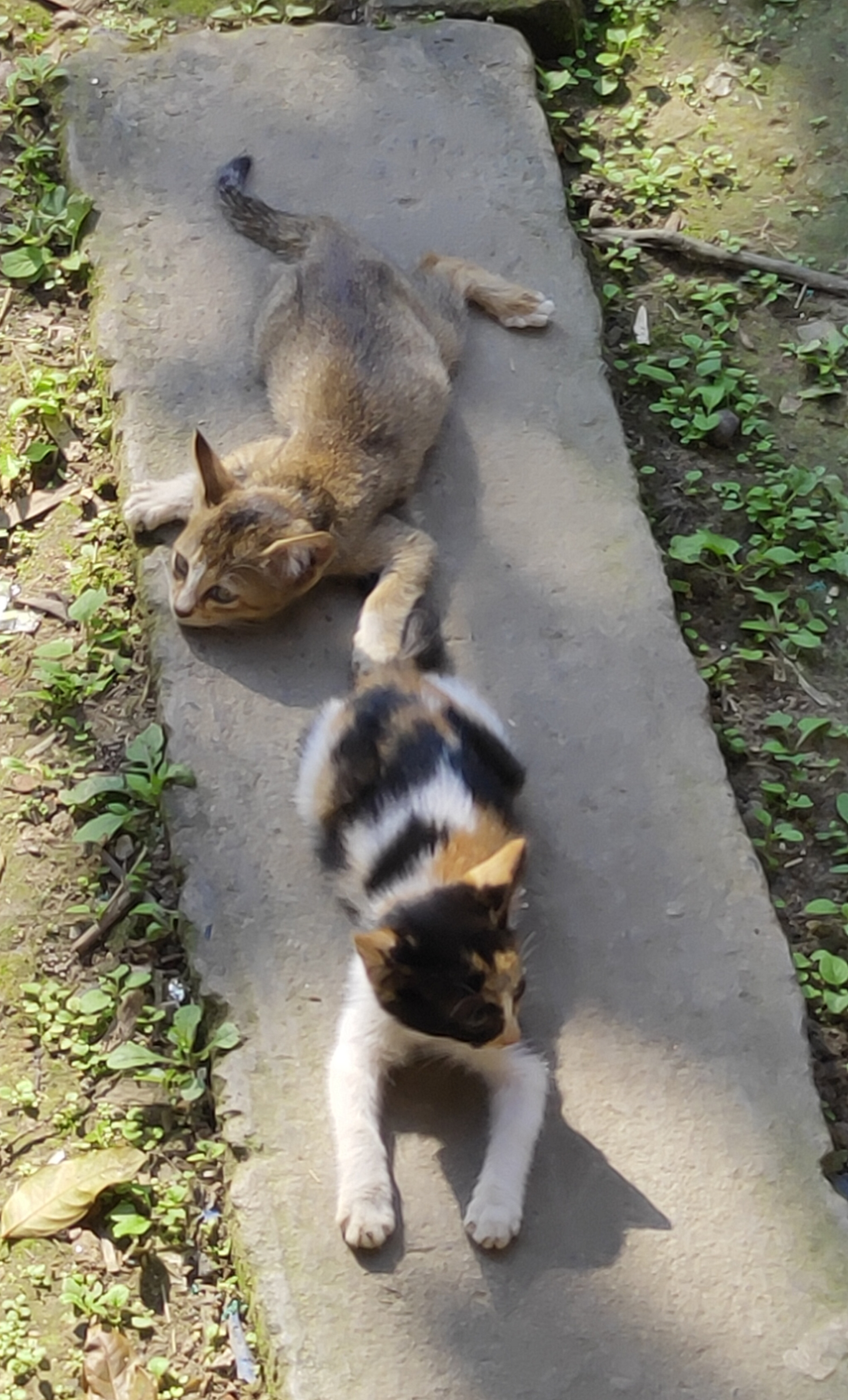
Zwei Hauskatzen beim Splooting

Splooting ist in der Verhaltensbiologie die Bezeichnung für das Verhalten von einigen Säugetierarten bei großer Hitze sich flach auf den Boden zu legen, um so Körperwärme an den Boden abgeben zu können.

## Beschreibung
Das Verhalten des Splootings wird insbesondere bei Eichhörnchen, sowohl beim Grauhörnchen, als auch dem Eurasischen Eichhörnchen, Murmeltieren und gelegentlich bei Hunden, speziell Corgis, und Katzen beobachtet. Die Tiere suchen an heißen Tagen eine im Schatten liegende kühle Stelle auf, legen sich möglichst flach auf den Boden und strecken die vier Gliedmaßen von sich. Dabei wird eine möglichst große Körperfläche mit dem kühleren Boden in Kontakt gebracht. Mittels Wärmeleitung gibt das Tier dann Körperwärme an den kälteren Boden ab.
Man geht davon aus, dass dieses Verhalten evolutionär verankert ist und den Tieren einen Überlebensvorteil verschafft. Liegen die Tiere flach und regungslos auf dem Boden, werden sie von Beutegreifern eher übersehen. Eichhörnchen können so zudem mit ihren Duftdrüsen ihr Revier markieren.

## Wortherkunft
Das Wort Splooting ist auch im Englischen eine Neuschöpfung. Es lässt sich nicht sinnvoll ins Deutsche übersetzen, weshalb auch deutschsprachige Nagetierexperten von Splooting sprechen. Der Begriff kommt offensichtlich aus der Doggo-Sprache (DoggoLingo), einer von Hunden inspirierten Form der Internetsprache, die sich zu einer eigenen Sprache entwickelt hat.
Die früheste Verwendung des Begriffs stammt aus dem Jahr 2011. Das Wort wurde jedoch in gedruckter, redigierter Prosa nicht viel verwendet und blieb bis ins Jahr 2020 weitgehend unauffällig. Zeitungen und Zeitschriften haben dann den Begriff förmlich entdeckt und aufgenommen.